# Пастуший салат
Пасту́ший сала́т (болг. овчарска салата) — традиционное болгарское блюдо, модификация шопского салата. Его готовят из нарезанных огурцов, помидоров, лука, петрушки, запечёного или сырого перца, ветчины, выложенных слоями, и сверху украшенных вареными яйцами, тёртым сыром и брынзой, приправленных растительным маслом.
Существует несколько вариаций рецепта пастушьего салата, из-за чего часто возникают споры, какой из них является оригиналом. Наиболее часто встречается добавление в салат грибов. Украшать пастуший салат оливкой (или маслинами) было неприемлемо, но после начала XXI века его так подают практически везде.
Классический рецепт пастушьего салата назывался «родопский», но в 1960-е годы был изменён в соответствии с рецептурными нововведениями туроператора «Балкантурист».
Болгарское название «пастуший салат» существует параллельно с турецким салатом с идентичным названием «чобан» (тур. çoban salatası), который напоминает болгарский шопский салат и, по всей вероятности, имеет общую традицию приготовления болгарским, сербским, греческим и турецким населением Балкан в пределах бывшей Османской империи.